# Die Rückkehr des verlorenen Sohnes (Rembrandt)
Die Rückkehr des verlorenen Sohnes ist eines der bekanntesten Gemälde von Rembrandt van Rijn. Das Gemälde befindet sich in der Eremitage in Sankt Petersburg und wurde 1766 durch Katharina die Große erworben. Das Sujet des Gemäldes ist dem Gleichnis vom verlorenen Sohn im Lukas-Evangelium entnommen. Es erzählt von dem leichtsinnigen Sohn, der sein Vaterhaus verlassen und ein verschwenderisches Leben geführt hat (Lk 15,13 ) und schließlich nach Hause zurückkehrt (Lk 15,20 ).

## Bildbeschreibung
Der Sohn kniet vor dem Vater, seine Kleidung erinnert daran, dass der zurückgelegte Weg lang und schwer war, denn das einfache Schuhwerk des Sohnes trägt deutliche Spuren der Abnutzung. Der linke Fuß ruht – mit der nackten Fußsohle zum Betrachter – neben dem ausgezogenen Schuh. Seine Figur, die dem Betrachter den Rücken zuwendet, lässt seinen verwirrten seelischen Zustand ahnen. Der fast blinde Alte neigt sich zu dem Sohn herab und berührt mit einer zärtlichen Bewegung seine Schulter. Das Gesicht des Vaters ist leicht nach rechts gebeugt, die Augen scheinen fast geschlossen zu sein. Das von links kommende Licht lässt seine große Stirn besonders auffällig wirken. Gerahmt ist das Gesicht von einer gebundenen Kopfbedeckung, grauem Kopfhaar und einem langen leicht in der Mitte geteilten Bart. Über den Schultern trägt der Vater einen kurzen bis zu den Unterarmen reichenden roten Umhang mit Quasten. Gesicht und Hände des Vaters drücken Liebe, Güte und Verzeihen aus. Abgesetzt durch zwei Stufen steht leicht in den Hintergrund gerückt auf der rechten Seite eine nachdenkliche große Gestalt. Sie trägt eine Kopfbedeckung, hat einen langen roten Umhang umgeworfen, trägt feste Stiefel und hält ihr bärtiges, helles Gesicht leicht nach unten geneigt. Die zusammengelegten Hände ruhen auf einem dünnen Stock. Dabei handelt es sich offensichtlich um die Gestalt des älteren Sohnes.

## Hintergrund
Zu Ruhm gelangte Rembrandt durch seine Fähigkeit als Portraitmaler, die Persönlichkeit des Modells mit Hilfe seiner Menschenkenntnis und seiner Einsicht in Gefühlszustände zu durchdringen und sie auf der Leinwand in biblische Themen zu transponieren. Obwohl er in einer reformatorischen Umgebung lebte, wurde er aufgrund seiner Gemälde, Radierungen und Zeichnungen als der Interpret der Bibel des nördlichen Barock betrachtet, die zu beliebten Illustrationen protestantischer und später auch römisch-katholischer Bibelausgaben wurden. Möglicherweise resultierten aus Rembrandts vielen persönlichen Schicksalsschlägen und seinem Verlust an künstlerischem Ansehen sein Einfühlungs- und Mitleidsvermögen, worin er sogar seine größten Vorgänger überragte, vielleicht mit Ausnahme von Michelangelo. Seine Werke vermitteln tiefe Einblicke in menschliches Leid und Lebenserfahrungen und strahlen eine innere Ruhe aus, zu dem sich ein Umgang mit Licht und Schatten von unvergleichlicher Meisterhaftigkeit gesellt. Sie transportieren Empfindsamkeit und Wehmut ohne Sentimentalität, emotionale Tiefe und Integrität ohne Fachsprache und Simplizität und Spiritualität ohne Naivität. Rembrandt entfernte die Heiligenscheine, den Schein unnatürlichen Lichts und andere »künstliche« Details zugunsten geistiger Authentizität, so auch bei »Die Rückkehr des verlorenen Sohnes« (ca. 1669), der außergewöhnlichsten bildlichen Umsetzung von Vergebung und väterlicher Liebe in der westlichen Kunst, ausgedrückt durch die Gestik und Mimik des Vaters und der Körpersprache des leichtfüßigen Sohnes.

## Stil
Innerhalb der reichen niederländischen Produktion auf graphischem Gebiet nimmt Rembrandt eine ganz eigene Stellung ein; man ist berührt von der Konzentration und Geschlossenheit der Darstellung, die im Kleinen groß wirkt. Im Spätstil der 60er Jahre fehlt jede äußerlich-dramatische Zuspitzung; in Geste und Ausdruck unendlich vereinfacht, lässt das Bild des Menschen beim Bild der Rückkehr des verlorenen Sohnes von 1668/69 hauptsächlich seelische Regungen verspüren. Die geniale Intensivierung des Seelischen und überaus persönliche Behandlung des Helldunkel (eben darin ganz barock) konnte später von Schülern nur äußerlich übernommen werden.